# Sophia Akuffo
Pour les articles homonymes, voir Akuffo.
Sophia Abena Boafoa Akuffo (née le 20 décembre 1949) a été juge en chef du Ghana de 2017 au 20 décembre 2019. Elle était juge à la Cour suprême du Ghana depuis 1995.

## Éducation
Elle a fait ses études secondaires à la Wesley Girls' High School à Cape Coast et a obtenu son Bachelor of Laws de l'université du Ghana,. Elle est ensuite allée à l'École de droit du Ghana, où elle a obtenu le titre d'avocat. Sophia Akuffo a suivi une formation d'avocat auprès de Nana Akufo-Addo. Elle est titulaire d'une maîtrise en droit de l'université Harvard.  

## Carrière
Sophia Akuffo a été membre du comité directeur du Commonwealth Judicial Education Institute, et présidente du groupe de travail sur le règlement extrajudiciaire des litiges. En janvier 2006, elle a été élue l'une des premières juges de la Cour africaine des droits de l'homme et des peuples : initialement élue pour deux ans, elle a ensuite été réélue jusqu'en 2014 et a été vice-présidente et présidente de la Cour,.  
Elle a écrit The Application of Information & Communication Technology in the Judicial Process – the Ghanaian Experience, une présentation au Réseau judiciaire africain du Ghana (2002).  
Elle a été nommée juge en chef le 11 mai 2017 par Nana Akufo-Addo, sous réserve de l'approbation du Parlement,. Elle a été assermentée par le président Akufo-Addo le 19 juin 2017 en tant que treizième juge en chef de la République du Ghana. Le dernier jugement auquel elle a participé a eu lieu le 18 décembre 2019, lorsque la Cour suprême a rendu une décision unanime selon laquelle les tribunaux pouvaient siéger le week-end et les jours fériés pour traiter des affaires juridiques urgentes. Elle a également exprimé sa gratitude à certains anciens présidents du Ghana. Il s'agissait notamment de John Atta Mills, qui était son maître de conférences sur la fiscalité à la Ghana Law School et qui l'a également nommée à la Cour africaine des droits de l'homme et des peuples en Éthiopie. Elle a également cité Jerry Rawlings qui l'a nommée à la Cour suprême en 1995 et John Kufuor, qui l'avait nommée à la Cour africaine des droits de l'homme et des peuples en 2006. Elle est devenue présidente de cette cour avec le soutien de John Dramani Mahama et a été nommée juge en chef par Nana Akufo-Addo,.

## Écrits judiciaires
- New Patriotic Party contre Procureur général (également dénommé affaire CIBA) 1997 ICHRL 24 (12 mars 1997)

## Retraite
Elle prend sa retraite en 2019,,.  
Le 28 février 2020, Nana Akufo-Addo a nommé Sophia Akuffo pour présider un nouveau fonds Covid-19 inauguré lors de la pandémie de Covid-19,,. 

## Voir également
- Juge en chef du Ghana
- Cour suprême du Ghana
- Pouvoir judiciaire du Ghana (en)